# Гатчинский монорельс
Гатчинский монорельс — самая первая в России электрифицированная монорельсовая дорога. В 1899 году в Гатчине по проекту инженера Ипполита Романова был построен опытный электрический монорельс, который развивал скорость до 15 километров в час. Тогда монорельс рассматривался, как один из возможных вариантов развития общественного транспорта.  
До этого проект Романова был представлен на заседании Русского технического общества, где он подал прошение у императрицы Марии Фёдоровой о возведении монорельса на опытном участке в Гатчине, рядом с электростанцией. 
После удачного испытания монорельса, Романов разработал проект кольцевой подвесной дороги вокруг Санкт-Петербурга, а также проект монорельсовой дороги из Петербурга в Москву. Однако никто из предпринимателей не был впечатлён подобной идеей. 

## Описание
Длинна монорельса составляла 200 метров, к металлической эстакаде подвешивались вагоны весом в 1,6 тонн и передвигались на высоте не менее 7,5 метров над землёй. На конечных остановках вагоны разворачивались на петле, как это делали трамваи. Основным элементом дороги была решетчатая путевая балка, подвешенная на решетчатых опорах «Г»-образной формы. Вагон крепился с помощью пружинных ароматизаторов и двух двухосных ходовых тележек, каждая из которых обхватывала балку с трёх сторон. Тележка перемещалась с помощью двух направляющих колёс и электромотора мощностью в 6 кВт на постоянном токе под напряжением 100В . Питание обеспечивалось контактным проводом, отделённым от путёвой балки изолятором. Сама балка выступала обратным проводом. 
Первые испытания монорельса были проведены в июне 1900 года, когда по нему пустили вагон с дополнительным грузом до 3,2 тонн. Испытание оказалось удачным, нагруженный вагон плавно без толчков и рывков набрал скорость до 15 километров в час. 
Это был не первый монорельс в Российской империи, до этого в 1820 году самый первый экспериментальный монорельс на конной тяге был создан в селе Мячково, Подмосковье. 